# Lars Öjborn
Lars Esbjörn Öjborn, född 5 december 1917 i Luleå, död 31 juli 1973 i Sankt Görans församling, Stockholm, var en svensk lantmätare och generaldirektör. 
Öjborn avlade lantmäteriexamen vid Kungliga Tekniska högskolan (KTH) 1941, blev lantmätare i Norrbottens län 1941, vid Lantmäteristyrelsen 1947, byrådirektör där 1949, sakkunnig i Jordbruksdepartementet 1953, var byråchef i Lantmäteristyrelsen 1954–59, t.f. överdirektör och chef för Rikets allmänna kartverk 1956–57, generaldirektör och chef för Lantmäteristyrelsen från 1959 till sin död (t.f. 1958). 
Öjborn var lärare vid KTH 1949–59, ledamot av avdelningsrådet vid KTH 1955–64 (ordförande 1960–64), Försvarets fastighetsnämnd från 1956, expert i 1954 års fastighetsbildningskommitté, ledamot av 1956 års lantmäterikommitté, expert i 1958 års jordlagsutredning, svensk gränsöverkommissarie vid förhandlingar angående riksgränsen mot Norge 1957–58, ordförande i Kartverkskommissionen från 1960, ledamot av 1960 års jordbruksutredning, ledamot i arbetsgrupp med vissa uppgifter i anledning av ombildning av Statens reproduktionsanstalt till statligt aktiebolag 1961, styrelseledamot Sveriges reproduktions AB från 1962 (vice ordförande), ordförande i utbildningsrådet för lantmäteri från 1965 och ledamot av 1965 års skogspolitiska utredning. Han invaldes som ledamot av Skogs- och lantbruksakademien 1966.
Öjborn författade uppsatser i bland annat fastighetsbildnings-, värderings- och organisationsfrågor i facklitteratur och facktidskrifter.

## Utmärkelser
- Kommendör med stora korset av Nordstjärneorden, 6 juni 1970.[1]